# 六處
六處，又譯為六入，佛教術語，是十二因緣中的第五支。按《中阿含經·業相應品·度經》和玄奘譯《緣起經》等等，緣起法中的六處同於十二處中的六內處。緣於各種希求所起的名色，六根即眼、耳、鼻、舌、身及意根，皆得增長，叫做名色緣六處。

## 巴利詞典解釋
在巴利聖典協會的《巴利語-英語詞典》中，六處被解釋為六種感覺的基礎，包括了感官（所依），以及感覺的對象（所緣）。其中包括了：
1. 眼根以及色
2. 耳根以及聲
3. 鼻根以及香
4. 舌根以及味
5. 身根以及觸
6. 意根以及法

分析來說，六入可以分為六內處（眼、耳、鼻、舌、身、意），又稱六根，以及六外處（色、聲、香、味、觸、法），合稱十二處。